# Арцив (добровольческий отряд)
Отряд смертников «Арцив» (арм. «Արծիվ» մահապարտների գումարտակ) — армянский добровольческий отряд, принимавший участие в Первой карабахской войне.

## История
15 августа 1992 года состоялся телефонный разговор министра обороны Республики Армения Вазгена Саргсяна с председателем комитета обороны непризнанной НКР Робертом Кочаряном, который обрисовал общее положение на фронте как нестабильное с опасностью потери Гандзасара армянской стороной, что означало бы потерю всего Карабаха. Роберт Кочарян просил срочной помощи:
...если через одну неделю не прибудет помощь,  то азербайджанцы уже будут в Степанакерте и можете считать Карабах потерянным.
После этого разговора Вазген Саргсян принял решение выступить по телевидению и обратиться с призывом к народу о создании батальона смертников «Арцив». В тот же день, посовещавшись со своими соратниками и командирами добровольческих отрядов, Саркисян выступил по центральному телевидению и, обрисовав в общих чертах ситуацию в Карабахе и приграничных с Азербайджаном районах, сказал следующее:
...послезавтра, буквально послезавтра я прошу из каждого села или города Армении приехать от 10-15 человек и мы сможем создать отряд смертников из 500 человек. Прошу вас поймите меня правильно этот военизированный отряд должен будет воевать на самом опасном участке фронта, где вероятность между смертью и жизнью 50 на 50 процентов.
Через два дня около 1300 человек собрались в актовом зале министерства обороны РА. Пришли и те кто уже участвовал в боевых действиях в составе какого либо добровольческого отряда и имели боевой опыт, и те кто даже представления не имели, что такое боевое оружие. На следующий день после тщательного отбора, на территории столичного полка приказом министра обороны РА из 875 человек был сформирован особый батальон специального назначения (смертники) «Арцив» состоящий из восьми пехотных взводов, разведвзвода, минометного взвода и специального взвода «X».
Командиром батальона смертников «Арцив» был назначен генерал-майор Аркадий Тер-Тадевосян, незадолго до этого назначенный заместителем министра обороны РА. Он отказался от должности замминистра обороны и принял должность командира батальона смертников «Арцив». Позже из-за серьёзных проблем со здоровьем, которые Командос тщательно скрывал от окружающих, Вазген Саргсян вынужден был отстранить его от командования батальоном. Но Командос принимал непосредственное участие в боевой подготовке и обучении личного состава батальона смертников.